# كيف تتجادل مع خبير اقتصادي
كيف تجادل خبير اقتصادي: (إعادة الجدل السياسي في أستراليا)، هو كتاب عام 2002م من تأليف «ليندي إدواردز» وهو في طبعته الثانية اعتبارًا من مايو 2007م. من خلال هذا الكتاب، تستكشف إدواردز دور الإقتصاد في المجتمع، فضلاً عن تأثير
«العقلانية الاقتصادية» على السياسة الأسترالية. قالت إدواردز إن وجهة النظر الاقتصادية تتجاهل القضايا الاجتماعية المهمة، ثم شرحت إدواردز كيف غيرت الثقافة الأسترالية على رأيها.   
ليندي إدواردز كانت سابقًا مستشارة اقتصادية في وزارة رئيس الوزراء الأسترالي. 